# Falck
Pour les articles homonymes, voir Falck (homonymie).
Falck est une commune française située dans le département de la Moselle et le bassin de vie de la Moselle-Est, en Lorraine, dans la région administrative Grand Est.

## Géographie
Localisée dans la région naturelle transfrontalière du Warndt et dans le bassin de vie de la Moselle-est, au cœur d’immenses forêts, la commune de Falck est une petite ville, au sens administratif, mais fonctionne plutôt comme un gros village. On sépare généralement la commune en deux parties :
- Falck-village : on y trouve le collège de la Grande Saule, l'école maternelle, le bâtiment du Foyer des Jeunes, la bibliothèque intercommunale, le gymnase, un court couvert de tennis et plusieurs courts extérieurs et l'ancienne église Saint-Brice qui surplombe un plan d'eau communal.
- Falck-cité : qui compte un bon nombre de commerces de tous types, de plusieurs cabinets de professions libérales, de bureaux administratifs, la mairie, la communauté de communes, la poste, la pharmacie, la nouvelle église, ainsi que l’école élémentaire, l'accueil périscolaire, d'une salle des fêtes pouvant accueillir jusqu'à 400 personnes assises, d'un centre de première intervention, d'une supérette, d'un café, d'un restaurant font partie de cet ensemble.

| Dalem               |          | Merten     |
| Hargarten-aux-Mines | Falck    |            |
| Coume               | Guerting | Creutzwald |

### Hydrographie

#### Réseau hydrographique
La commune est située dans le bassin versant du Rhin au sein du bassin Rhin-Meuse. Elle est drainée par le ruisseau de la Forge, le ruisseau le Grossbach, le ruisseau Banngraben et le ruisseau de Glockenhoff.

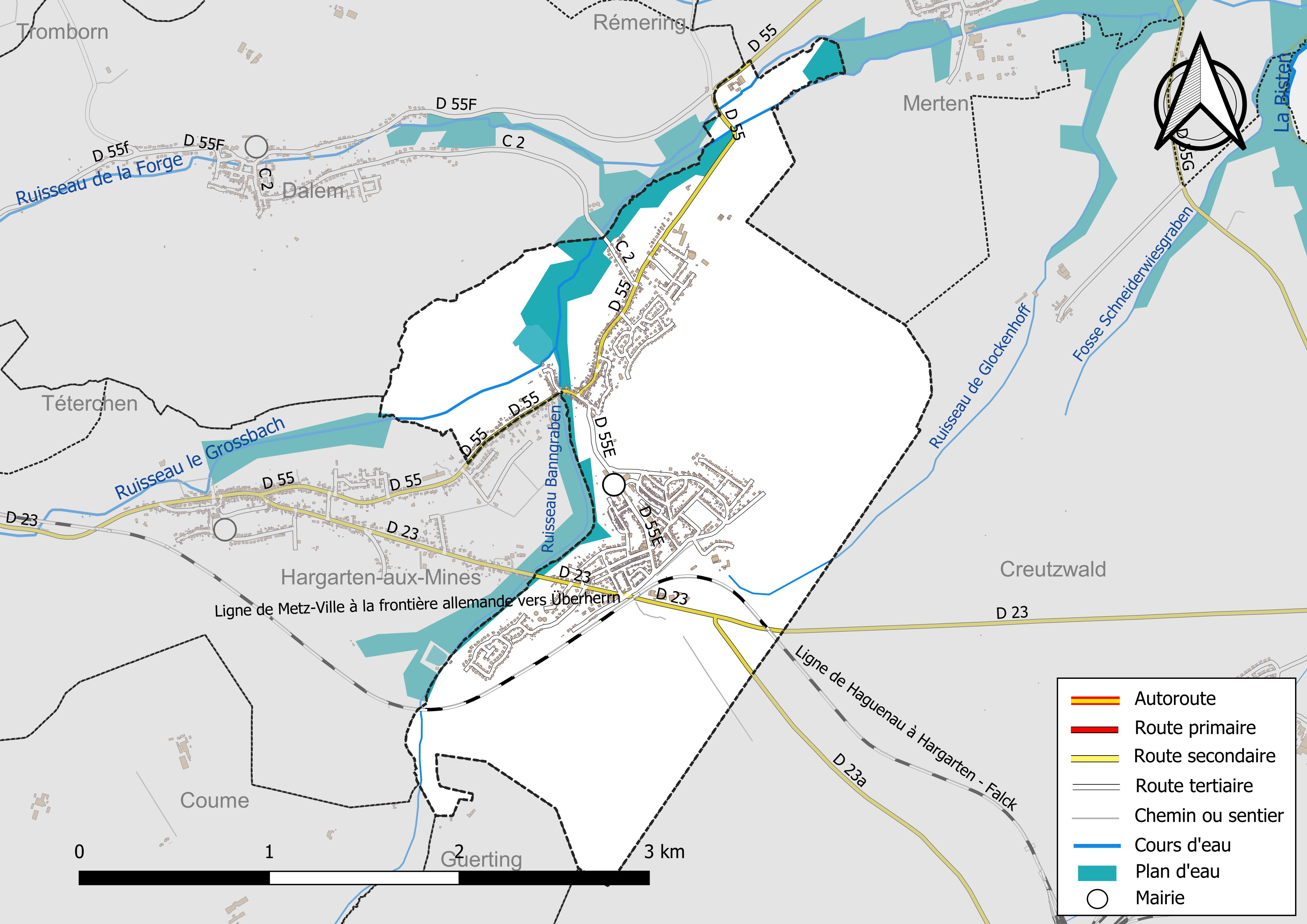
Réseaux hydrographique et routier de Falck.

#### Gestion et qualité des eaux
Le territoire communal est couvert par le schéma d'aménagement et de gestion des eaux (SAGE) « Bassin Houiller ». Ce document de planification, dont le territoire est approximativement délimité par un triangle formé par les villes de Creutzwald, Faulquemont et Forbach, d'une superficie de 576 km2, a été approuvé le 27 octobre 2017. La structure porteuse de l'élaboration et de la mise en œuvre est la région Grand Est. Il définit sur son territoire les objectifs généraux d’utilisation, de mise en valeur et de protection quantitative et qualitative des ressources en eau superficielle et souterraine, en respect des objectifs de qualité définis dans le SDAGE  du Bassin Rhin-Meuse.

### Climat
Pour des articles plus généraux, voir Climat du Grand Est et Climat de la Moselle.
En 2010, le climat de la commune est de type climat des marges montargnardes, selon une étude du Centre national de la recherche scientifique s'appuyant sur une série de données couvrant la période 1971-2000. En 2020, Météo-France publie une typologie des climats de la France métropolitaine dans laquelle la commune est exposée à un climat semi-continental et est dans la région climatique  Lorraine, plateau de Langres, Morvan, caractérisée par un hiver rude (1,5 °C), des vents modérés et des brouillards fréquents en automne et hiver. 
Pour la période 1971-2000, la température annuelle moyenne est de 9,8 °C, avec une amplitude thermique annuelle de 17 °C. Le cumul annuel moyen de précipitations est de 861 mm, avec 11,8 jours de précipitations en janvier et 9,6 jours en juillet. Pour la période 1991-2020, la température moyenne annuelle observée sur la station météorologique de Météo-France la plus proche, « Seingbouse », sur la commune de Seingbouse à 19 km à vol d'oiseau, est de 10,5 °C et le cumul annuel moyen de précipitations est de 731,4 mm. 
La température maximale relevée sur cette station est de 37,9 °C, atteinte le 25 juillet 2019 ; la température minimale est de −17 °C, atteinte le 20 décembre 2009,,. 
Les paramètres climatiques de la commune ont été estimés pour le milieu du siècle (2041-2070) selon différents scénarios d'émission de gaz à effet de serre à partir des nouvelles projections climatiques de référence DRIAS-2020. Ils sont consultables sur un site dédié publié par Météo-France en novembre 2022.

## Urbanisme

### Typologie
Au 1er janvier 2024, Falck est catégorisée bourg rural, selon la nouvelle grille communale de densité à sept niveaux définie par l'Insee en 2022.
Elle appartient à l'unité urbaine de Falck, une agglomération intra-départementale regroupant deux  communes, dont elle est ville-centre,,. Par ailleurs la commune fait partie de l'aire d'attraction de Creutzwald, dont elle est une commune de la couronne,. Cette aire, qui regroupe 8 communes, est catégorisée dans les aires de moins de 50 000 habitants,.

### Occupation des sols
L'occupation des sols de la commune, telle qu'elle ressort de la base de données européenne d’occupation biophysique des sols Corine Land Cover (CLC), est marquée par l'importance des forêts et milieux semi-naturels (60,8 % en 2018), une proportion sensiblement équivalente à celle de 1990 (61 %). La répartition détaillée en 2018 est la suivante : 
forêts (60,8 %), zones urbanisées (23,7 %), zones agricoles hétérogènes (9,1 %), zones humides intérieures (6,3 %), terres arables (0,1 %). L'évolution de l’occupation des sols de la commune et de ses infrastructures peut être observée sur les différentes représentations cartographiques du territoire : la carte de Cassini (XVIIIe siècle), la carte d'état-major (1820-1866) et les cartes ou photos aériennes de l'IGN pour la période actuelle (1950 à aujourd'hui).

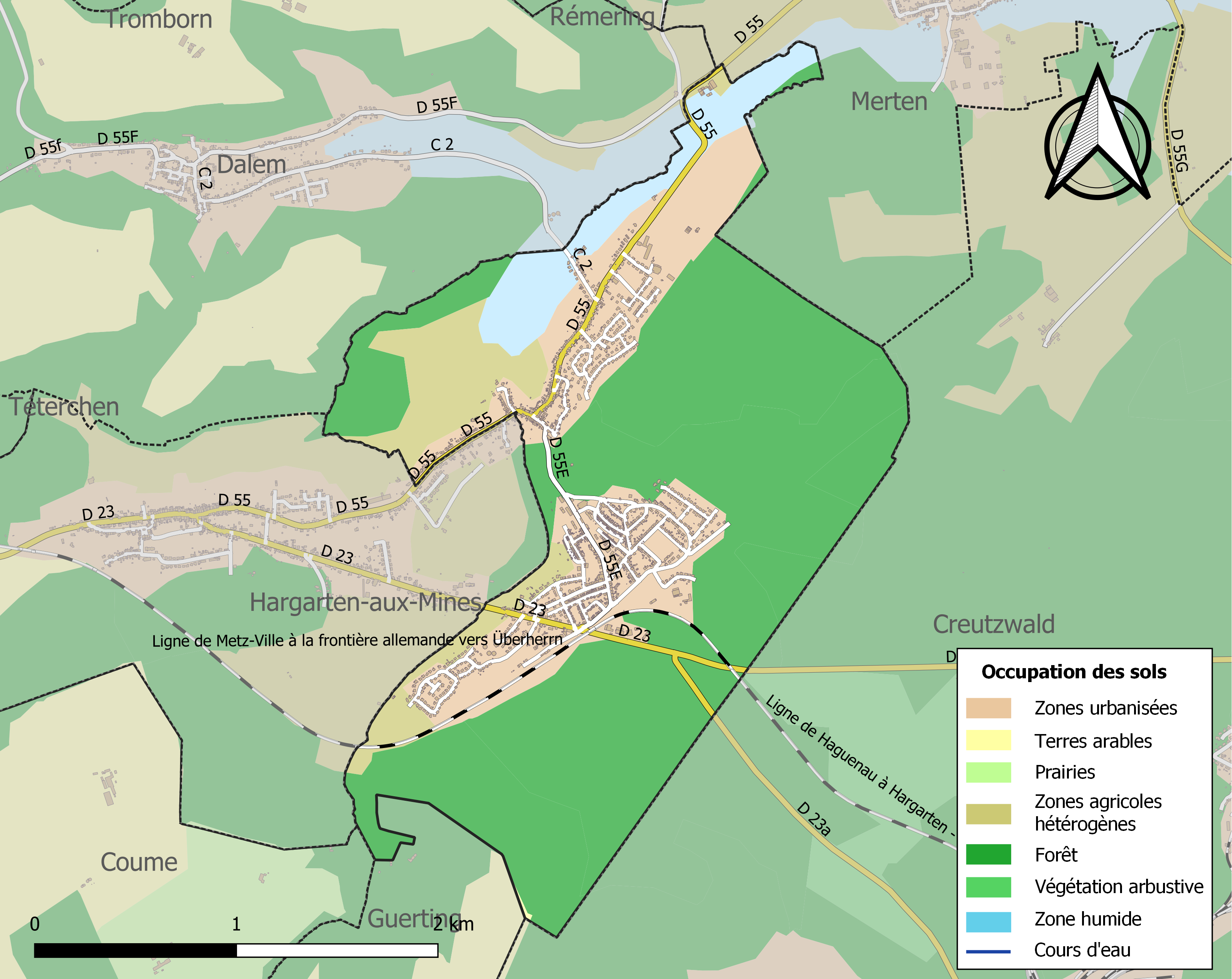
Carte des infrastructures et de l'occupation des sols de la commune en 2018 (CLC).

## Toponymie
- D'un nom de personne Falco ou de fagus (hêtre).
- Valt (1364), Fallen (XVIe siècle), Falk ou Falt (1544), Falt (1594), Falsch (carte de Cassini), Falt ou Falck (1789), Falck ou Falch (1825)[16], Falk (1871-1918, 1940-44).
- Falk en francique lorrain.

## Histoire
L’occupation du site est fort ancienne, comme en témoigne la découverte de vestiges gallo-romains, tels que monnaies et céramique. Son nom viendrait de fagus (= hêtre). Au Moyen Âge, le village dépend de la seigneurie de Warsberg et passe au duché de Lorraine au XIIIe siècle.

### Cultes
Une première église paroissiale, dédiée à saint Brice de Tours, est érigée en 1752. Surplombant tout le village du haut de son promontoire, elle est désaffectée par suite de la construction d’un nouvel édifice en 1951. Celui-ci, situé à l’entrée de la cité lorsque l’on arrive du village, n’est distant que de quelques centaines de mètres de l’ancienne église.

## Politique et administration
| Période                                  | Période   | Identité      | Étiquette          | Qualité                       |
| ---------------------------------------- | --------- | ------------- | ------------------ | ----------------------------- |
| mars 1983                                | mars 2008 | Rémy Schaefer |                    | Maire honoraire               |
| mars 2008                                | En cours  | Pascal Rapp   | DVD, Parti lorrain | Cadre de la fonction publique |
| Les données manquantes sont à compléter. |           |               |                    |                               |

Falck était le siège de la communauté de communes de la Houve (CCH), créée en 2006 et composée de onze communes : Falck, Hargarten-aux-Mines, Dalem, Tromborn, Château-Rouge, Oberdorff, Villing, Vœlfling-lès-Bouzonville, Berviller-en-Moselle, Rémering et Merten. Elle avait pour président Guy Moritz.

## Démographie
L'évolution du nombre d'habitants est connue à travers les recensements de la population effectués dans la commune depuis 1800. Pour les communes de moins de 10 000 habitants, une enquête de recensement portant sur toute la population est réalisée tous les cinq ans, les populations de référence des années intermédiaires étant quant à elles estimées par interpolation ou extrapolation. Pour la commune, le premier recensement exhaustif entrant dans le cadre du nouveau dispositif a été réalisé en 2008.

En 2022, la commune comptait 2 516 habitants, en évolution de +1,45 % par rapport à 2016 (Moselle : +0,52 %, France hors Mayotte : +2,11 %).
| 1800 | 1806 | 1821 | 1836 | 1841 | 1861 | 1866 | 1871 | 1875 |
| ---- | ---- | ---- | ---- | ---- | ---- | ---- | ---- | ---- |
| 324  | 432  | 500  | 430  | 489  | 480  | 435  | 416  | 420  |

| 1880 | 1885 | 1890 | 1895 | 1900 | 1905 | 1910 | 1921 | 1926  |
| ---- | ---- | ---- | ---- | ---- | ---- | ---- | ---- | ----- |
| 538  | 427  | 441  | 460  | 461  | 733  | 681  | 710  | 1 302 |

| 1931  | 1936  | 1946  | 1954  | 1962  | 1968  | 1975  | 1982  | 1990  |
| ----- | ----- | ----- | ----- | ----- | ----- | ----- | ----- | ----- |
| 2 138 | 1 880 | 2 398 | 2 468 | 2 792 | 2 505 | 2 528 | 2 737 | 2 720 |

| 1999  | 2006  | 2008  | 2013  | 2018  | 2022  | - | - | - |
| ----- | ----- | ----- | ----- | ----- | ----- | - | - | - |
| 2 632 | 2 596 | 2 586 | 2 495 | 2 495 | 2 516 | - | - | - |

## Écarts et lieux-dits
Annexes : la Forge, Weyermûlh, Helmülh (moulin).

## Culture locale et patrimoine

### Lieux et monuments
- De nombreuses caves sont creusées dans le rocher, elles ont servi à abriter des personnes pendant la Seconde Guerre mondiale, notamment en bordure de la route reliant le village à la cité ;
- L’étang, dans la vallée derrière la mairie ;
- Ancienne gare d'Hargarten - Falck.

#### Édifices religieux
- L’ancienne église Saint-Brice, 1752 (désaffectée), dominant le village de Falck ;
- La nouvelle église, du Christ-Roi, 1951 située dans la cité, en face de la mairie ;
- Le temple Luthérien, rue des Prés, résulte de la transformation de deux bâtiments en 1952 ;
- Chapelle, 1850 ;
- La Madone du Langenberg[23] de la forêt de la Houve, proche de Falck, se situe sur le ban de la commune de Creutzwald. Elle a été inaugurée le dimanche 11 novembre 1866 par le curé Jean Risse de Creutzwald. Pèlerinage du lundi de Pentecôte. À proximité se trouve une reproduction de la grotte de Lourdes réalisée par des mineurs. En contrebas se situe l'aire de Saint-Christophe dont la statue a été érigée en 1952 par le Vélo Club.

### Galerie

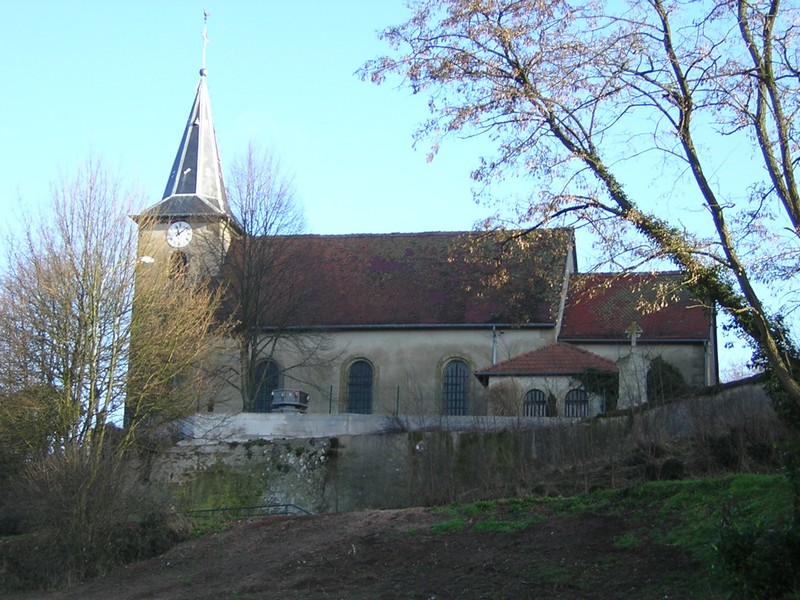
L’église Saint-Brice, dominant le village.
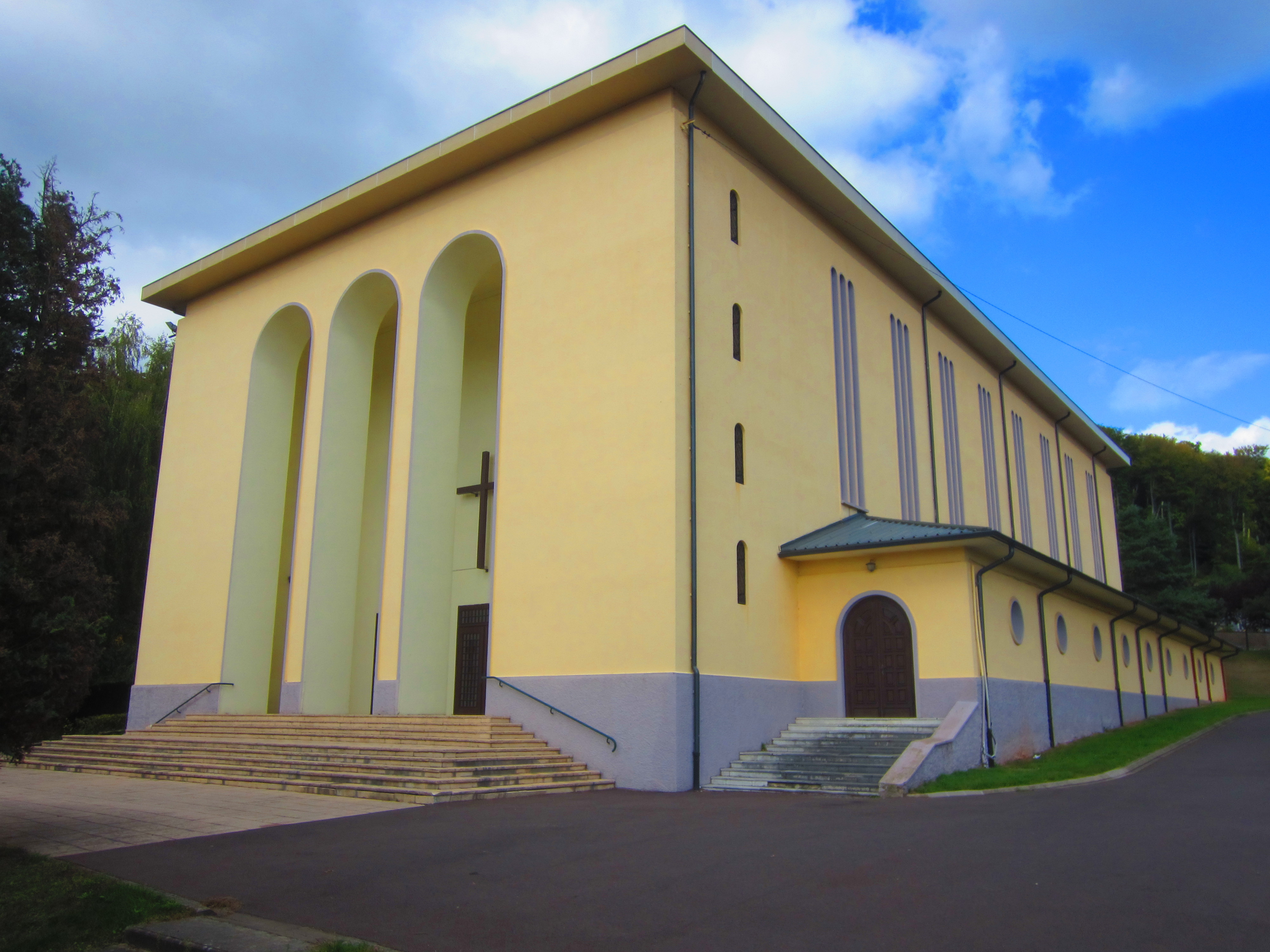
Église du Christ-Roi.
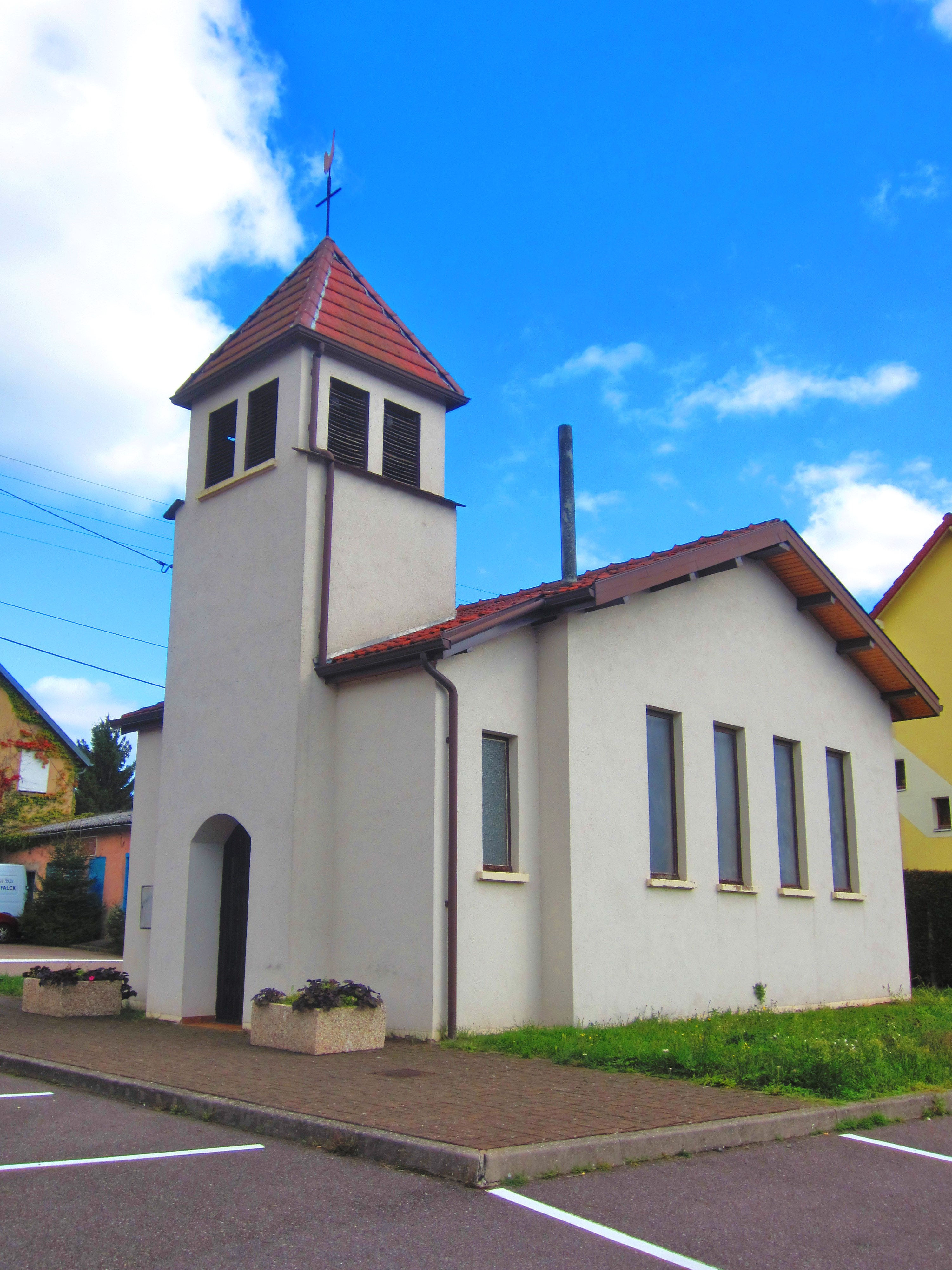
Temple luthérien.
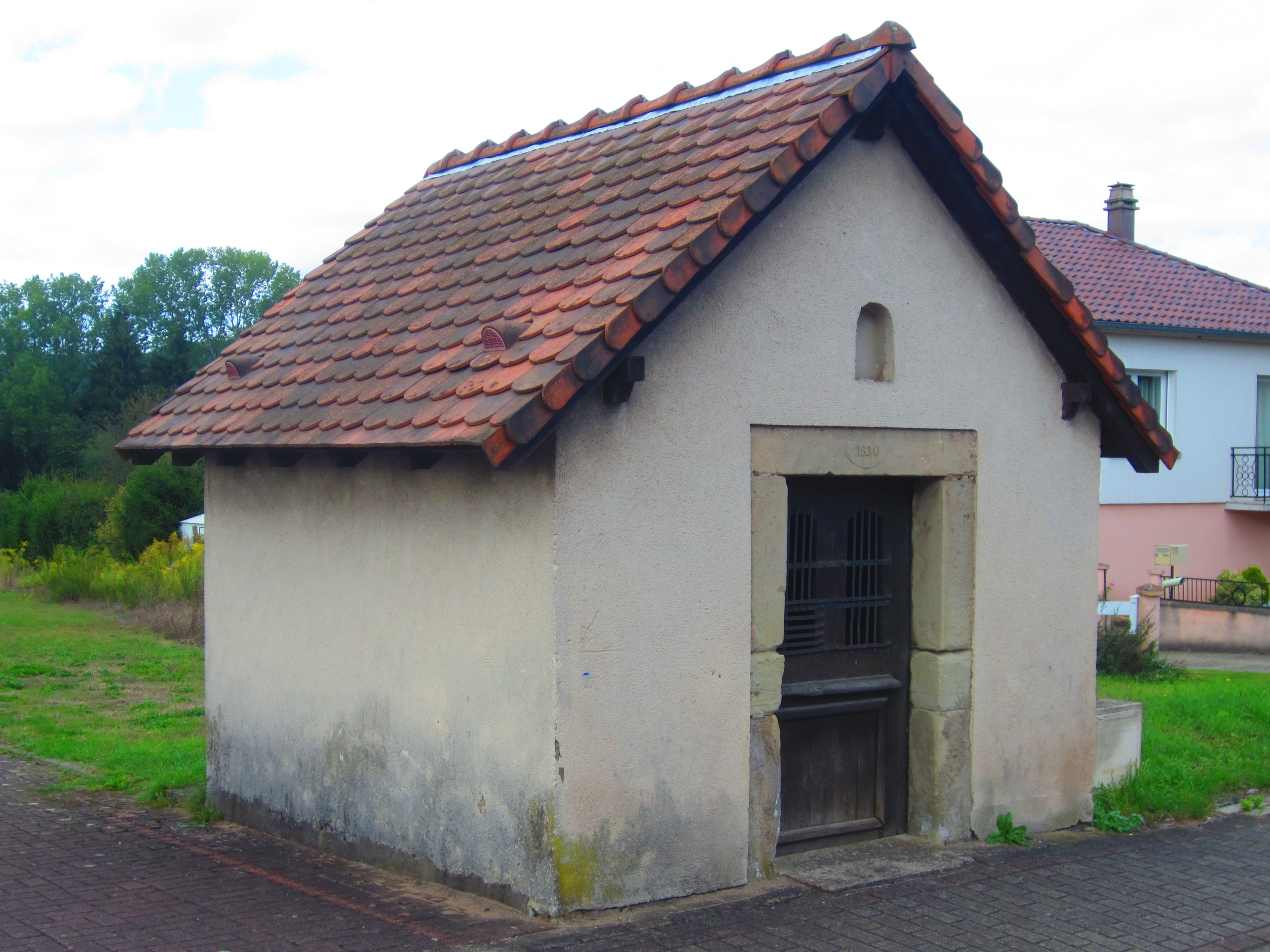
Chapelle, 1850.
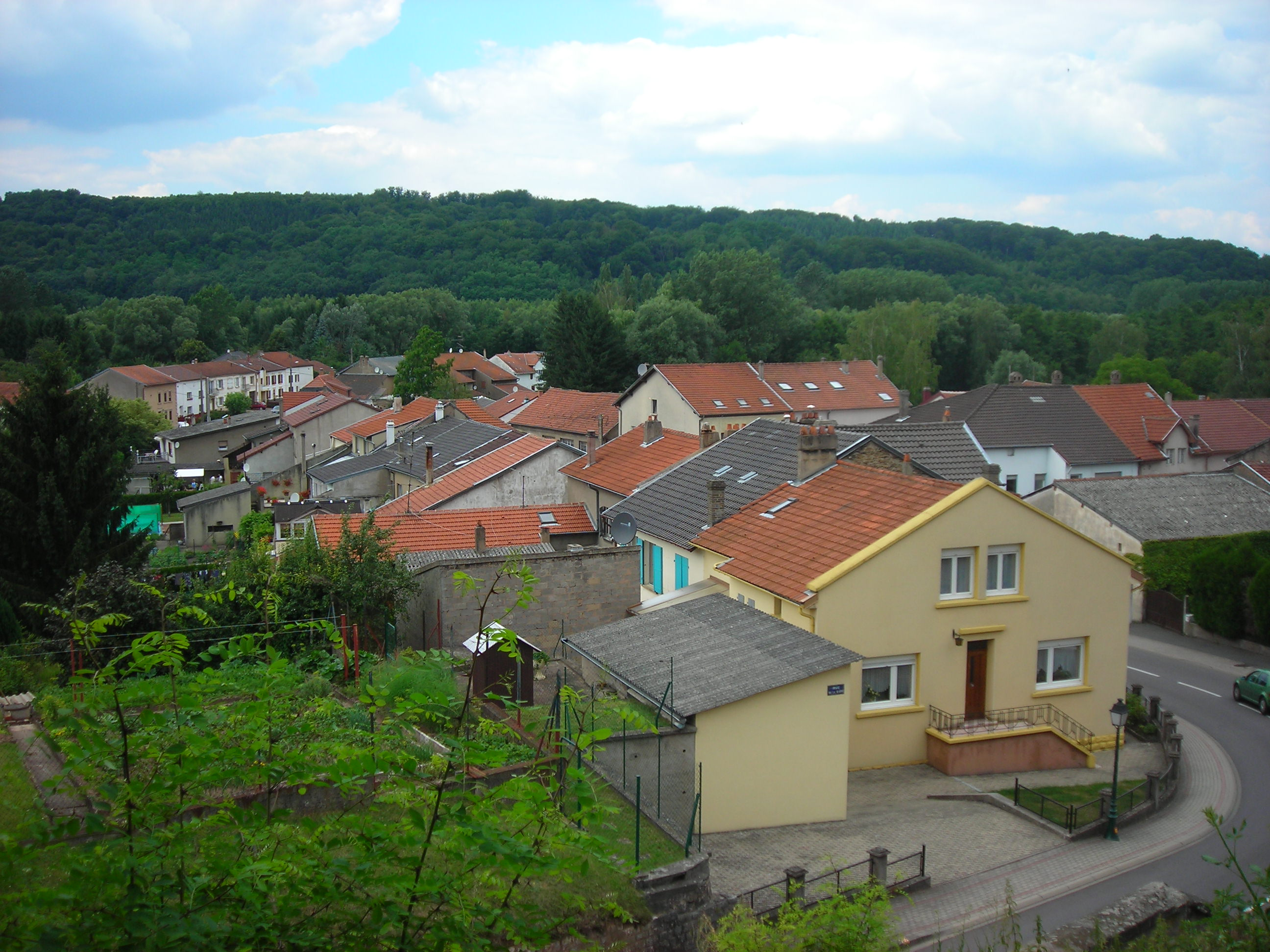
Le village vu depuis l’église Saint-Brice.
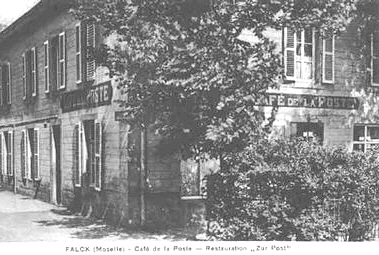
Le café de la poste au début du XXe siècle.
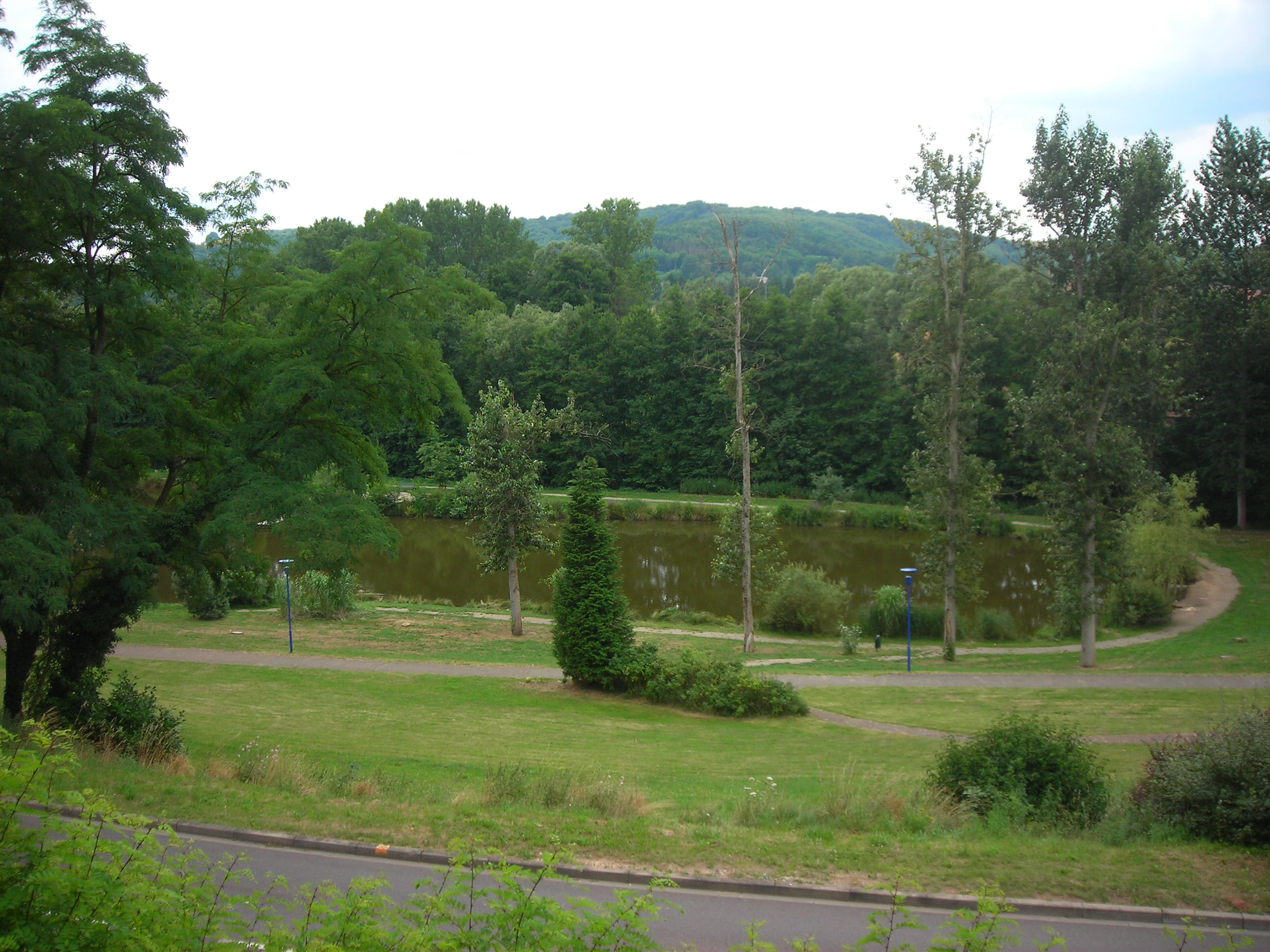
L’étang situé derrière la mairie.

### Héraldique
| Blason de Falck | Blason  | D'or à deux bougies enflammées de gueules, à la bordure du même. |
| Blason de Falck | Détails | Le statut officiel du blason reste à déterminer.                 |